# Desiderio Ponce
Desiderio Ponce Contador (San Carlos, 1853 - Santiago, 1937) là một luật sư và chính khách bảo thủ Chile. Ông là con trai của Salvador Ponce Montero và Agustina Contador Fica.
Sau thời gian ở Hạ viện, ông tiếp tục gắn bó với ngành nông nghiệp. Ông là thành viên của Hiệp hội Nông nghiệp Quốc gia (1910) và thành lập một hội nông dân tại Maipo, và giữ chủ tịch (1917).